# Cookie (jogo eletrônico)
Cookie é um jogo shoot 'em up temático de culinária desenvolvido e publicado pela Ultimate Play the Game lançado exclusivamente para o ZX Spectrum em 1983. No jogo, Charlie, o Chef, tem que fazer um bolo, no entanto, seus cinco ingredientes são sensíveis e tentam escapar de sua despensa, fazendo com que ele vá numa missão para captura-los. O jogo foi escrito por Chris Stamper com gráficos de Tim Stamper. Ele recebeu críticas mistas no lançamento, com críticos elogiando os gráficos, mas criticando a dificuldade e suas semelhanças com Pssst.
O jogo foi lançado como Crazy Kitchen na Itália e como Chef, Lo na Croácia.

## Jogabilidade
O jogo é apresentado a partir de uma perspectiva 2D, e o objetivo principal envolve Charlie, o Chef, assando um bolo com ingredientes malignos e conscientes. Os cinco ingredientes variam entre o Mixed Peel (lit. Casca Mista), o Chucky Chocolate (lit. Chocolate em Pedaço), o Crafty Cheese (lit. Queijo Asuto), o
Sneaky Sugar (lit. Açúcar Furado) e o Custard Coronel (lit. Coronel Quindim), que vão todos pular da despensa e tentar evitar o jogador sempre que possível.
O jogador começa o jogo com três vidas. Vários ingredientes voarão pela tela simultaneamente, e se o jogador tocar um ingrediente com seu corpo, uma das vidas será retirada. O objetivo do jogador é colocar os ingredientes na tigela para cozinhar antes que eles caiam nas latas de lixo em qualquer um dos lados ou joguem o jogador na tigela. Como defesa, Charlie, o Chef, pode atirar sacos de farinha, o que empurra os ingredientes ainda mais na direção em que estão se movendo. Bombas também podem surgir no jogo, o que permitirá ao jogador empurrar os ingredientes mais longe do que os sacos de farinha convencionais. O jogador deve colocar a variedade certa de ingredientes na tigela, que muda a cada nível. Quando a quantidade certa de ingredientes é colocada na tigela, o bolo é assado e um novo nível começa.

## Desenvolvimento
A Ultimate Play the Game foi fundada pelos irmãos Tim e Chris Stamper, junto com a esposa de Tim, Carol, em Ashby-de-la-Zouch, no ano de 1982. Eles começaram a produzir jogos eletrônicos para o ZX Spectrum no início da década de 1980. A empresa era conhecida por sua relutância em revelar detalhes sobre suas operações e projetos futuros. Pouco se sabia sobre seu processo de desenvolvimento, exceto que eles costumavam trabalhar em "equipes separadas": uma equipe trabalhava no desenvolvimento enquanto a outra se concentrava em outros aspectos, como som e gráficos.
Uma versão do jogo também foi criada para o BBC Micro e foi agendada para lançamento em 1984; no entanto, nunca foi lançado comercialmente. Cookie foi um dos poucos jogos para Spectrum também disponíveis em formato ROM para uso com a Interface 2, permitindo o carregamento "instantâneo" do jogo (o método normal de carregamento de cassetes pode levar vários minutos).

## Recepção
Matthew Uffindell da Crash elogiou o jogo em geral, apesar de pensar que foi ofuscado por Tranz Am, também da Ultimate, que foi lançado junto com Cookie. Uffindell afirmou que a jogabilidade de Cookie era viciante e desafiadora, apesar de achar que fosse semelhante ao de seu antecessor, Pssst. Lloyd Mangram, da revista Crash, considerou o jogo negligenciado e subestimado, apesar de afirmar que era o mais difícil de todos os jogos desenvolvidos pela Ultimate. Mangram elogiou os gráficos como detalhados, rápidos e "divertidos", devido aos ingredientes "vivos" do jogo. Os críticos da Home Computing Weekly elogiaram de forma semelhante os gráficos e o som, afirmando que "estão de acordo com os padrões da Ultimate".
Um crítico da Sinclair User afirmou que os gráficos eram de qualidade "arcade e cartoon" e criticou o conceito do jogo, afirmando que o jogador perderia o interesse após completar alguns níveis. Mangham, no entanto, elogiou sua jogabilidade, anunciando que era "muito divertido" de jogar e fácil de se adaptar. A  Sinclair User disse que as primeiras impressões do jogo são importantes para o cliente e afirmou que o jogador pode se sentir enganado devido às semelhanças do jogo com Pssst.